# Sákja

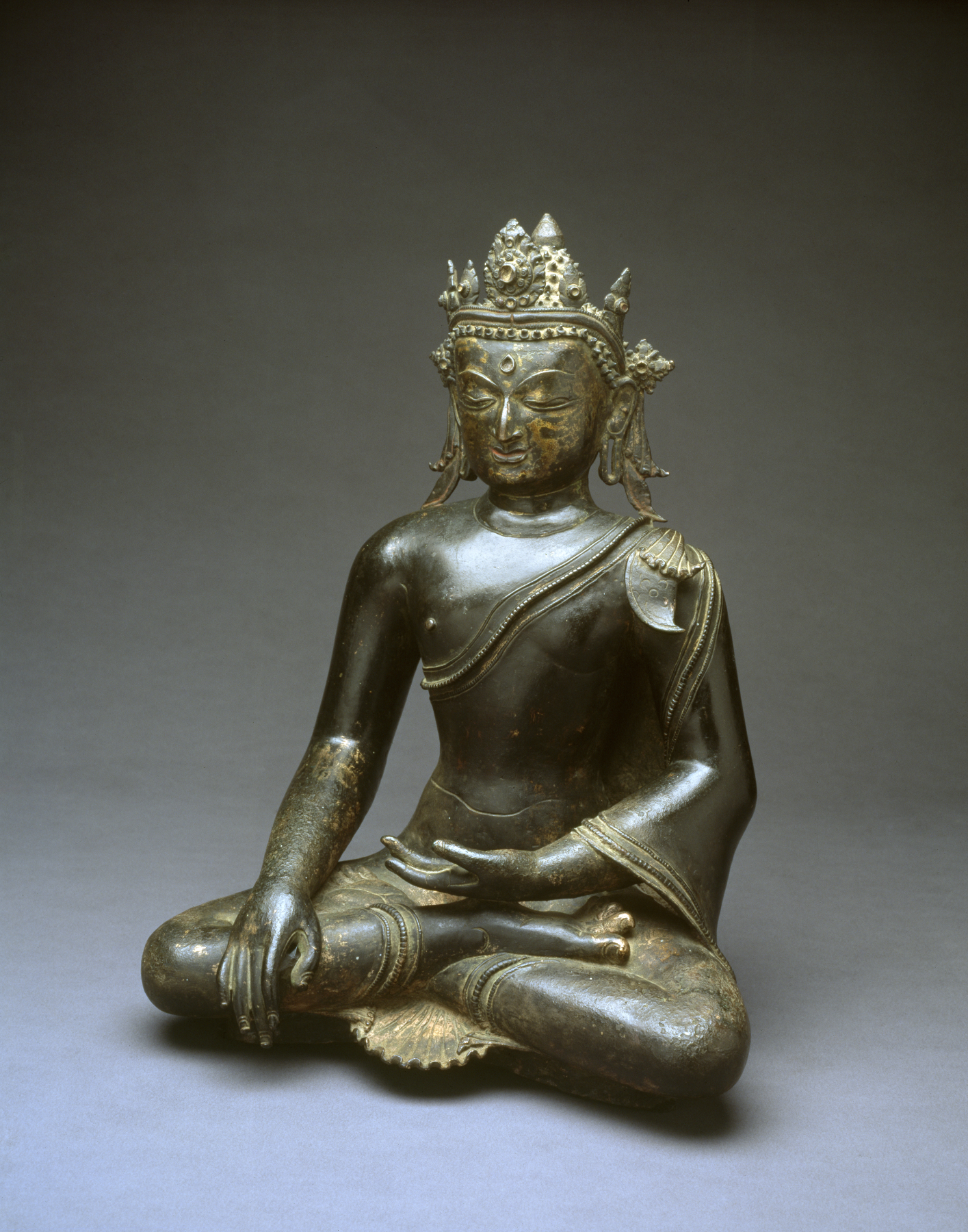
Gautama Buddha, más néven Sákjamuni, „a sákják bölcse”, a leghíresebb sákja. Ülő bronzszobor, Tibet, 11. század

A sákja egy klán volt a védikus korban (i.e. 1750-500). A sákja név a szanszkrit sakja szóból ered, melynek jelentése „az, aki képes”.
A sákják független köztársaságot hoztak létre, amelyet úgy neveztek, hogy Sákja Ganaradzsja. Az ország fővárosa Kapilavasztu volt, amely feltehetően a mai Nepál és India határán található Tilaurakot város közelében lehetett.
A sákják közül a legnevesebb Sziddhártha herceg volt (i.e. 5. század), akit a buddhizmus alapítójának tekintenek, későbbi nevén Gautama Buddha. Sziddhártha apja Suddhódana volt, aki a köztársaság választott vezetője volt. Miután Sziddhártha herceg lemondott a fényűző világi életről és vándorszerzetes lett, majd tanító, a sákják következő vezetője Sziddhártha fia, Ráhula lett.

## Története

### Buddhista szövegek alapján
Későbbi buddhista szövegek is említik a sákjákat az adiccsabandhu vagy az ádiccsa nép részeként, köztük a Mahávasztu (i. e. késő 2. század környékén), a Mahávamsza és a Szumangalavilásziní (i. e. 5. század), amelyek főleg Buddha születéstörténetei.
Volt egyszer a sákjáknak egy királya, a Nap fajának leszármazottja, akit úgy hívtak, hogy Suddhódana. Tiszta erkölcsű volt, akit úgy szerettek sákják, mint az őszi holdat. Ragyogó, gyönyörű és állhatatos felesége volt, akit Hatalmas Májának hívtak, ugyanis hasonlított Májá istennőhöz. - Asvagósa: Buddhacsarita , I.1–2
A Mahávamsza (II, 1–24) a sákják eredetét Iksvaku királyhoz köti, illetve egészen Mahá Szammata királyig vezeti vissza a családfájukat. A listán az Iksvaku-dinasztia neves királyai szerepelnek, köztük Mandhata és Szagara. Eszerint a szöveg szerint Okkamukhának nevezték Iksvaku legidősebb fiát. Sziviszamdzsaja és Szihasszara volt Okkamukha fia és unokája. Szihasszara királynak 82 ezer fia és unokája volt, és összességében őket nevezték sákjáknak. Szihasszara legkisebb fia Dzsajaszena volt, akinek volt egy fia, Szihahanu, és egy lánya, Jasodará (nem összetévesztendő Sziddhártha azonos nevű feleségével Jasódarával), aki Devadahaszakka felesége lett. Devadahaszakkának két lánya volt, Andzsana és Kaccsana. Szihahanu vette el Kaccsanát, és kettejük szerelméből öt fiú és két lány született; egyikük volt Suddhódana, akinek két felesége is volt: Májá és Pradzsápati, akik Andzsana lányai voltak. Sziddhártha (Gautama Buddha) Suddhódana és Májá gyermeke volt. Ráhula pedig Sziddhártha és Jasodará (vagy más néven Bhaddakaccsana) fia volt.

### A brahmin örökösödési vonal
A sákja klán a Gautama gotrába (nemzetség) tartozott, akik ősüknek Gautama Mahárisit tartják, aki a védákban szereplő hét bölcs (szaptarisi) egyike volt. Emiatt nevezik a történelmi Buddhát Gautama Buddhának.

### A sákja adminisztráció
A Mahávasztu és a Lalitavisztara-szútra szerint a sákja államszervezet központja a szanthagara ("gyülésterem") volt Kapilavasztu városban. Gautama Buddha idején a gyűlésterem új épületbe költözött, amelyet maga Buddha adott át. A szervezet legtetején a szidhárth  állt, amely 500 főből állt, és amelynek elnöke egy választott rádzsa volt.

## Állítólagos leszármazottak
Az 1823-as kiadású burmai Hmannan Yazawin krónikák szerint a Tagaung királyság alapítója, a burmai Abhijaza király a sákja klán leszármazottja volt. Azután érkezett a mai Mianmar területére, miután Kosala elfoglalta a sákja királyság területét. Korábbi burmai források szerint azonban Pjuszavhti király és egy sárkány herceg fia volt.